# تپه اطراف شهر سوخته ۱۱۱
تپه اطراف شهر سوخته شماره ۱۱۱ مربوط به ۱۸۰۰ تا ۲۲۰۰ قبل از میلاد است و در شهرستان زابل، بخش شیب آب، دهستان لوتک، روستای حومه شهر سوخته، ۷ کیلومتری جنوب غرب پایگاه باستان‌شناسی شهر سوخته واقع شده و این اثر در تاریخ ۲۸ اسفند ۱۳۸۵ با شمارهٔ ثبت ۱۸۷۰۷ به‌عنوان یکی از آثار ملی ایران به ثبت رسیده است.